# Idiocerus distinctus
Idiocerus distinctus är en insektsart som beskrevs av David D. Gillette och Baker 1895. Idiocerus distinctus ingår i släktet Idiocerus och familjen dvärgstritar. Inga underarter finns listade i Catalogue of Life.